# Voile aux Jeux olympiques d'été de 2016 - RS:X hommes
Navigation
Londres 2012 Tokyo 2020
Pour un article plus général, voir Voile aux Jeux olympiques d'été de 2016.
L'épreuve de RS:X hommes des Jeux olympiques d'été de 2016 a lieu du 8 au 18 août à Rio de Janeiro.
Les régates se déroulent à Marina da Glória, à Glória, dans la baie de Guanabara.

## Course à la médaille
Après 12 courses, les 10 meilleurs des 37 participants sont qualifiés pour la course à la médaille.
Le classement est effectué sur les 11 meilleures courses.
|    |                          | Courses | Courses | Courses | Courses | Courses | Courses | Courses | Courses | Courses | Courses | Courses | Courses | Total | Course à la médaille | Total final |
| -- | ------------------------ | ------- | ------- | ------- | ------- | ------- | ------- | ------- | ------- | ------- | ------- | ------- | ------- | ----- | -------------------- | ----------- |
| 1  | Dorian van Rijsselberghe | 5       | 3       | 1       | 4       | 1       | 1       | 4       | 1       | 1       | 1       | 1       | 6       | 23    | 2                    | 25          |
| 2  | Nick Dempsey             | 1       | 1       | 2       | 1       | 4       | 8       | 2       | 5       | 8       | 5       | 7       | 8       | 44    | 8                    | 52          |
| 3  | Pierre Le Coq            | 7       | 7       | 12      | 6       | 3       | 2       | 8       | 10      | 17      | 2       | 3       | 12      | 72    | 14                   | 86          |
| 4  | Piotr Myszka             | 4       | 5       | 5       | 2       | 2       | 3       | 12      | 2       | 6       | 13      | 16      | 16      | 70    | 18                   | 88          |
| 5  | Vyron Kokkalanis         | 2       | 2       | 6       | 13      | 5       | 5       | 5       | 8       | 12      | 12      | 11      | 10      | 78    | 18                   | 96          |
| 6  | Toni Wilhelm             | 8       | 4       | 13      | 10      | 9       | 4       | 1       | 7       | 19      | 7       | 8       | 19      | 90    | 10                   | 100         |
| 7  | Ricardo Santos           | 6       | 9       | 7       | 3       | 16      | 30      | 21      | 9       | 9       | 6       | 9       | 11      | 106   | 12                   | 118         |
| 8  | Chun Cheng               | 3       | 6       | 11      | 5       | 6       | 16      | 9       | 13      | 13      | 21      | 17      | 26      | 120   | 6                    | 126         |
| 9  | Ivan Pastor Lafuente     | 17      | 19      | 10      | 7       | 7       | 37      | 11      | 22      | 16      | 9       | 2       | 3       | 123   | 4                    | 127         |
| 10 | Mattia Camboni           | 11      | 13      | 4       | 37      | 37      | 9       | 10      | 21      | 3       | 3       | 5       | 1       | 117   | 20                   | 137         |

## Médaillés
| Or                       | Argent       | Bronze        |
| Dorian van Rijsselberghe | Nick Dempsey | Pierre Le Coq |